# Commelina zenkeri
Espèce
Commelina zenkeri C.B.Clarke est une espèce de plantes d'Afrique tropicale de la famille des Commelinaceae, connue en Ouganda et au Cameroun, collectée par Georg August Zenker, à qui son épithète spécifique zenkeri rend hommage, et décrite par Charles Baron Clarke.

## Description
Plante vivace pouvant atteindre jusqu'à 40cm de haut. Les racines sont fines et fibreuses. Les tiges, plus ou moins en touffes, sont dressées ou couchées. Les racines et les tiges sont près du niveau du sol. Les feuilles lancéolées, atteignent jusqu'à 11 cm de long. Les spathes sont terminaux, solitaires ou en paires. Les fleurs mesurent jusqu'à 2 cm de diamètre, de couleur bleues, lavandes ou blanches, dont certaines sont hermaphrodites. Les capsules ont 2 locules, chacune avec 1 graine.

## Répartition et habitat
Elle pousse sur les ooteaux rocheux dans les forêts tropicales à feuilles persistantes à des altitudes allant jusqu'à 1 300 m. On peut retrouver cette espèce dans des forêts matures de Khaya anthotheca ou de Cynometra alexandri avec une canopée fermée.